# 60. Sinfonie (Haydn)
Die Sinfonie C-Dur Hoboken-Verzeichnis I:60 komponierte Joseph Haydn im Jahr 1774 während seiner Anstellung als Kapellmeister beim Fürsten Nikolaus I. Esterházy. Das Werk ist als Schauspielmusik konzipiert und trägt den Beinamen „Il distratto“ („Der Zerstreute)“.

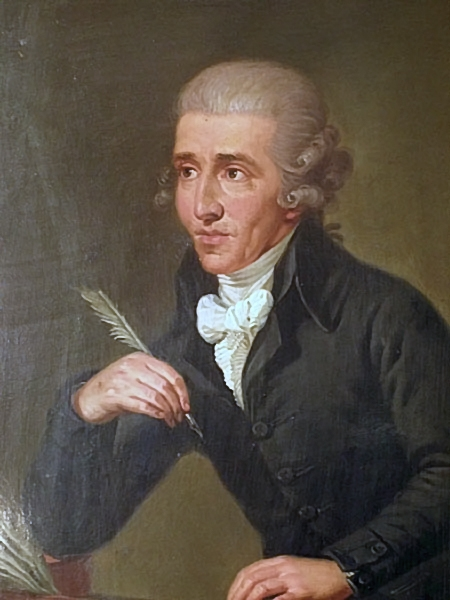
Joseph Haydn (Gemälde von Ludwig Guttenbrunn, um 1770)

Das Werk mit dem Beinamen „Il distratto“ ist keine Sinfonie im engeren Sinn, sondern eine lose Folge von Ouvertüre und fünf weiteren Sätzen, die zur Untermalung eines zeitgenössischen komischen Theaterstücks komponiert wurden: „Der Zerstreute“ (ital. „Il distratto“) ist eine deutsche Prosafassung von Jean-François Regnards Stück „Le Distrait“ von 1697 in fünf Akten. Das Werk wurde 1774 von der Schauspielertruppe um Karl Wahr am Hofe von Schloss Esterházy aufgeführt. Weitere bekannte Aufführungen fanden 1775 in Eszterháza und 1776 am Kärntnertortheater in Wien statt.
Die Handlung der Komödie ist zusammengefasst folgende:
Madame Grognac will ihre Tochter Isabelle verheiraten. Sie hat dafür den zerstreuten Leander ausgewählt. Isabelle liebt aber den Lebemann Chevalier und will Leander nicht heiraten. Leander ist wiederum in Clarice, die Schwester von Chevalier, verliebt, in seiner Verwirrung jedoch auch in Isabelle. In den zahlreichen Verwechslungen des Stückes schreibt Leander bspw. versehentlich einen Liebesbrief an Isabelle, obwohl er eigentlich Clarice meint. Wegen dieser Zerstreuungen halten ihn beide Frauen für untreu. Erst im letzten Akt finden die Paare zueinander, Leander heiratet Clarice. Er muss aber überstürzt abreisen, denn er hat versehentlich seine eigene Hochzeit vergessen.
Das Werk weist folgende Elemente auf, die an die Zerstreuungen und Verwirrungen des Theaterstücks erinnern:
- abrupte Wechsel zwischen forte und piano,
- abrupte Wechsel zwischen harmonisch fernen Tonarten und von Dur und Moll,
- abrupte Wechsel von zueinander stark gegensätzlichen Abschnitten/Motiven,
- Wiederholungen von Tönen oder Motiven,
- Stockungen, rhythmische Irritationen.
- Besonders auffällig ist die Passage im ersten Satz, wo auf ein Verlöschen des musikalischen Geschehens (einem „Vergessen“ der Melodie) ein unerwarteter Ausbruch im Fortissimo folgt, und im sechsten Satz der Abschnitt, in dem die Violinen „bemerken“, dass ihre Instrumente sich verstimmt haben. Sie stimmen daraufhin mitten im Satz die auf F abgesunkenen G-Saiten auf den korrekten Ton nach.

Die zueinander kontrastierenden Themen und Motive lassen teilweise Assoziationen zu den unterschiedlichen Charakteren des Theaterstücks bzw. zum Bühnengeschehen aufkommen, bspw. beim zweiten Satz:

„Die ‚lyrische‘ Isabelle, die mit dem ‚zerstreuten‘ Léandre verheiratet werden soll, und ihre militärisch-resolut auftretende Mutter, Mme. Grognac. Mittendrin begegnet man – mit altertümlich abgezirkelten und mit Trillern versehenen französischen Tanzschritten – auch dem Chevalier, den Isabelle gegen den Willen ihrer Mutter heiraten will.“

Zeitgenössische Rezensionen:
- Bericht der Preßburger Zeitung über die erste bekannte Aufführung in Eszterháza am 30. Juli 1774: „Dieser vortreffliche Thondichter[5] hat auch kürzlich für die Schaubühne des Herrn Wahr zum Lustspiele „Der Zerstreute“ eigene Musik komponiert, welche von Kennern für ein Meisterstück gehalten wird. Man bemerket derselben in einer musikalisch-komischen Laune den Geist, welcher alle Heydnischen Arbeiten belebt. Er wechselt Kennern zur Bewunderung, und den Zuhörern gerade zu zum Vergnügen meisterhaft ab, verfällt aus der affektuösesten Schwulst ins niedrige, so daß H[aydn] und Regnard eifern, wer am launischten zerstreut. Das Stück bekommt einen verfielfältigten Wert. Von Akt zu Akt kommt sie ihrer Absicht näher, nach der Steigerung der Zerstreuungen des Akteurs.“
- Preßburger Zeitung vom 23. November 1774: „Dienstags am Cäcilientage wurde ‚Der Zerstreute‘ gespielet. Herr von Hayden verfertigte eine sonderbare Musik dazu […] Hier wird nur soviel erinnert, daß es vortreflich, ganz vortreflich ist, und daß das Finale auf unablässliches Händeklatschen der Zuhörer wiederholet werden musste. In demselben ist die Anspielung auf den Zerstreuten, welcher am Hochzeitstage vergessen hatte, daß er Bräutigam sey, und sich daher im Schnupftuche einen Knoten machen mußte, überaus wohlgerathen. Die Musicierenden fangen das Stück ganz pompos an und erinnern sich erst in einer Weile, daß ihre Instrumente nicht gestimmt wären.“
- Salzburger Theaterwochenblatt vom 27. Januar 1776: „Nach geendigtem Lustspiele folgt noch eine Schlußmusik, welche ebenfalls sehr gut ist. Die Zerstreuung des Orchesters, welches mitten im Stück durch 6 Akten die Violinen stimmen, ist überraschend, angenehm, von herzlich guter Wirkung. Man muß über den Gedanken helllaut lachen.“

Haydn schrieb 1803 an einen Freund, der noch in esterházyschen Diensten stand, „seye so gütig, mir bey allererster gelegenheit die alte Sinfonie (genannt DIE ZERSTREUTE) herauf zu schicken, indem Ihro Majestät die Kayserin den alten Schmarn zu hören ein verlangen trägt ...“

## Zur Musik
Besetzung: zwei Oboen, zwei Hörner in C, zwei Trompeten, Pauken, zwei Violinen, Viola, Cello, Kontrabass. Zur Verstärkung der Bass-Stimme wurde damals auch ohne gesonderte Notierung ein Fagott eingesetzt. Über die Beteiligung eines Cembalo-Continuos in Haydns Sinfonien bestehen unterschiedliche Auffassungen.
Aufführungszeit: ca. 30 Minuten (je nach Tempo und Einhaltung der vorgeschriebenen Wiederholungen).
Bei den hier benutzten Begriffen der Sonatensatzform ist zu berücksichtigen, dass dieses Schema in der ersten Hälfte des 19. Jahrhunderts entworfen wurde (siehe dort) und von daher nur mit Einschränkungen auf die Sinfonie Nr. 60 übertragen werden kann. – Die hier vorgenommene Beschreibung und Gliederung der Sätze ist als Vorschlag zu verstehen. Je nach Standpunkt sind auch andere Abgrenzungen und Deutungen möglich.
Alexander Kulosa (2004, mit ausführlicher Satzanalyse) analysiert mathematische Strukturen (Taktzahlen, Intervallverhältnisse) auch über die Satzgrenzen hinweg und kommt zu dem Ergebnis, dass Zahlenverhältnisse (ganzzahlige Verbindungen, Goldene Proportionen, pythagoreische Tripel) ein umfassendes System von Beziehungen in dem Werk bilden (unabhängig davon, dass diese von Haydn wahrscheinlich nicht bewusst angelegt wurden).

### Erster Satz: Adagio – Allegro di molto
Adagio: C-Dur, 2/4-Takt (Adagio), Takt 1–24
Das einleitende Adagio eröffnet die Sinfonie „übertrieben pompös“ mit einer C-Dur Fanfare im Forte, die im Stile der französisch-barocken Ouvertüre gehalten ist. Anschließend setzen die Streicher piano mit einer sanglich-fließenden Melodie ein, die regelmäßige aufgebaut ist (vier Motive aus vier Takten) und nur einmal durch einen Forte-Akzent ein Spannungsmoment erhält. Die Harmonien wechseln lediglich zwischen der Tonika C-Dur und der Dominante G-Dur; in Takt 17 wird kurz die Tonikaparallele a-Moll erreicht. Das Adagio klingt als Pendelbewegung und einer Fermate im dominantischen G-Dur aus. Im Vergleich zu anderen Sinfonie-Einleitungen dieser Zeit (z. B. Nr. 50, 53 und 54) ist die vorliegende relativ kontrastarm und durch fällt durch die sangliche Melodielinie auf.
Allegro di molto: 3/4-Takt, Takt 25–228

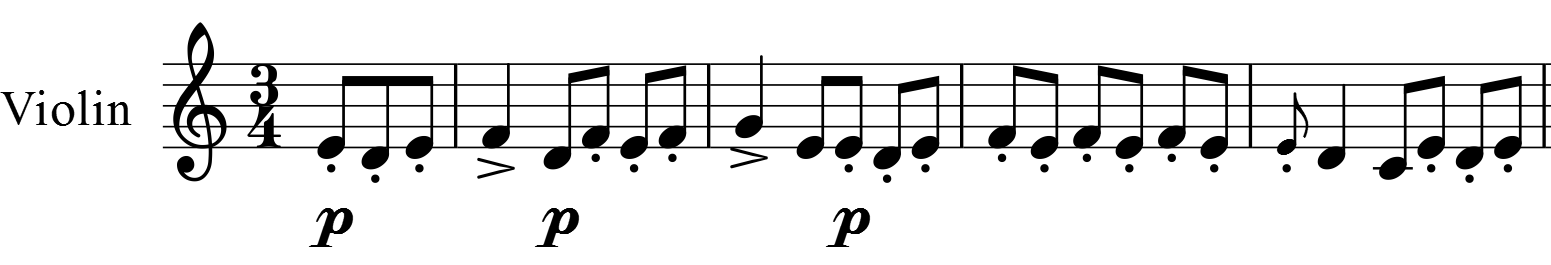
Beginn des Allegro di molto

Für das Allegro di molto ist der Aufbau aus kleinen Motiven kennzeichnend, die mehrfach hintereinander wiederholt werden. Der Satz beginnt mit der viertaktigen thematischen Haupteinheit („erstes Thema“ oder Motiv A), die zunächst von den Streichern piano vorgetragen und dann mit Oboenbeteiligung wiederholt wird. Durch die schaukelnde Figur, den Auftakt, die Akzente und das Staccato entsteht ein etwas unsicher-schwankender Eindruck. Umso energischer setzt daraufhin das ganze Orchester (Tutti) forte mit einer Tonrepetitions-Antwort (Motiv B) ein, die jedoch sogleich im weniger bekräftigendem Piano wiederholt wird. Ab Takt 42 schließt sich wiederum forte ein Überleitungsabschnitt, der C-Dur verlässt, mit neuem Dreiklangsmotiv (Motiv C) und Synkopen an, ab Takt 54 folgt ein weiteres, tonleiterartiges Motiv im Bass (Motiv D), dass auch energisch wiederholt wird.
Das zweite Thema in G-Dur (oder: Motiv E, da motivartiger Charakter) ab Takt 68 wird nur von den Streichern im Piano vorgetragen. Es ist strukturell vom Beginn des ersten Themas abgeleitet und durch Tonwiederholungen gekennzeichnet. Der Nachsatz des Themas verliert sich in Tonwiederholungen, und das musikalische Geschehen verlöscht über ein „perdendosi“ (ital. = sich verlierend) auf dergleichen Harmonie allmählich bis zur Hörgrenze. Nach diesem „Vergessen“ folgt ein plötzlicher Ausbruch des Orchesters im Fortissimo (Takt 84) mit kurzer, nach G-Dur leitender Akkordfolge. Die anschließende Schlussgruppe besteht aus einem kleinen, gerade mal eintaktigen Motiv (Motiv F), das dreimal wiederholt wird, sowie gebrochenen Akkorden. Die Exposition endet in Takt 98 mit kräftigen Akkorden in G-Dur.
Die Durchführung beginnt mit Kopf des ersten Themas in G-Dur. Haydn wechselt dann mit einer Fortführung über e-Moll nach a-Moll, wo er überraschenderweise den Anfang der zwei Jahre vorher entstandenen Sinfonie Nr. 45 zitiert (gebrochene Akkorde abwärts über einer Synkopenbewegung). Dies ist wahrscheinlich ebenfalls als Scherz aufzufassen (in dem Sinne, dass Haydn selbst so verwirrt ist, die Sinfonien verwechselt zu haben). Ausgehend von a-Moll, sequenziert Haydn das Motiv über e-Moll ins unerwartete B-Dur, von dort weiter über g-Moll nach E-Dur. Hier kommt die Bewegung kurz mit halben Noten im Unisono zur Ruhe, ehe Motiv D in E-Dur die Kraft des vorigen Abschnittes wieder aufgreift und zur Tonikaparallelen a-Moll führt, in der ab Takt 143 das zweite Thema auftritt. Wie in der Exposition folgt nun ein „perdendosi“, in dem die Musik verlöscht (hier in d-Moll). Anstatt des Fortissimo-Ausbruches setzt nun aber ab Takt 158 die Reprise mit dem ersten Thema in C-Dur ein. Sie ist ähnlich der Exposition strukturiert, allerdings führt der Nachsatz des ersten Themas über eine Fortspinnung nach Moll, und in den Fortissimo-Ausbruch nach dem „perdendosi“ des zweiten Themas sind nun auch noch Pauken einbezogen.

### Zweiter Satz: Andante
G-Dur, 2/4-Takt, 131 Takte

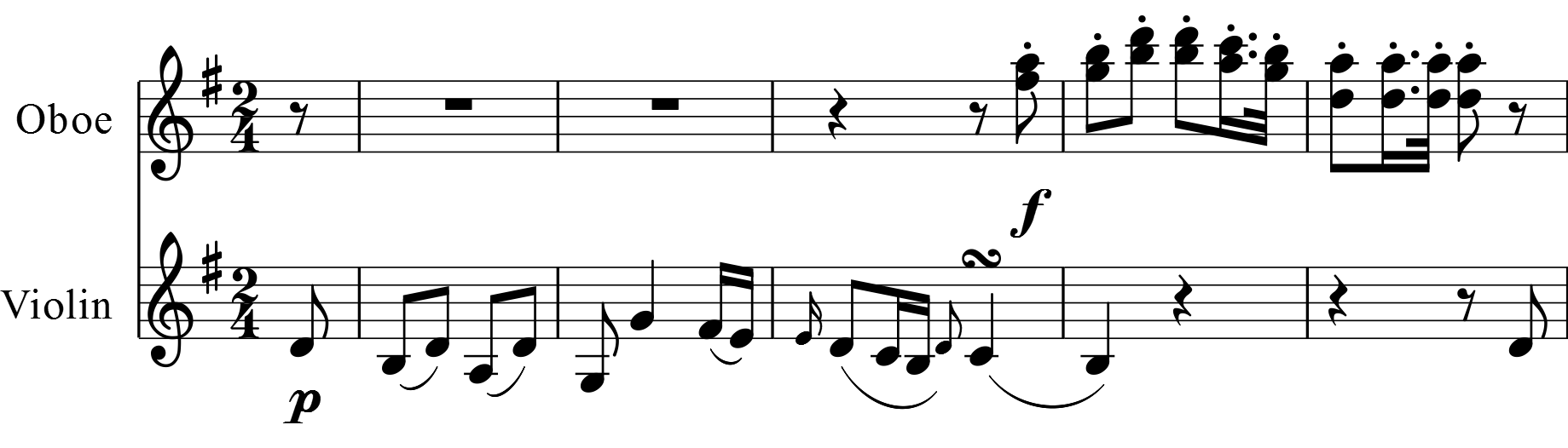
Beginn des Andante: 1. Violine und Oboen

Der Beginn des ersten Themas (oder: Motiv) wird von den Streichern gespielt und besteht aus einer viertaktigen, schreitenden Phrase im Piano, in welche Oboen, Hörner und die geteilten Violen kurz vor Ende der Phrase einen fanfarenartigen, zweitaktigen Forte-Einwurf geben. Diese Figur wird wiederholt, es folgt ab Takt 11 eine Fortspinnung des Themenbeginns, die über Unisonobewegung in das zweite Thema in der Dominante D-Dur übergeht. Der Vordersatz ist durch seine schaukelnde Figur mit charakteristischer dreifacher Tonwiederholung gekennzeichnet, der Nachsatz besteht aus einem sequenzierten Motiv der Streicher mit versetztem Einsatz. Das Motiv gewinnt ab Takt 31 durch Verkürzung der Notenwerte an „Schnelligkeit“. Die Bewegung ebbt aber wieder ab und verliert an Entschlussfreude, was sich im zögerlichen Wechsel von verhaltener Dreiklangsmelodik in D-Dur (Takt 38) und d-Moll (Takt 39) ausdrückt, die über einen F-Dur-Akkord mit Septime nach B-Dur (Takt 40/41) und dann wieder nach D-Dur (Takt 42) recht abrupt wechselt. Es schließt sich die Schlussgruppe mit einem einprägsamen, gehenden Motiv (eigentlich schon ein Thema) im Forte und Unisono bis zum Ende der Exposition in Takt 55 an.
Die Durchführung beginnt mit dem ersten Thema in D-Dur. Über einen kurzen Wechsel nach e-Moll wird ein neues marschartiges Thema mit Trillern ab Takt 65 vorgestellt. Diese Melodie ist in einer alten französischen Ausgabe der Sinfonie als „Ancien chant francois“ bezeichnet. Die „zerstreuten“ Hörner platzen dabei mit einer zur Melodie störenden Tonwiederholungs-Fanfare herein. Über e-Moll führt Haydn dann in Stolperbewegung (starke Intervallsprünge) nach h-Moll, in der die Bewegung in Takt 80 zum Erliegen kommt.
Die folgende Reprise ist ähnlich der Exposition strukturiert, führt aber nach der Vorstellung des ersten Themas kurzfristig nach Moll.

### Dritter Satz: Menuetto. Non troppo Presto
C-Dur, 3/4-Takt, mit Trio 71 Takte
Die Hauptmelodie des Menuetts, die von den Violinen und Oboen gespielt wird, weist in den ersten vier Takten eine aufsteigende, in den folgenden vier Takten eine absteigende Linie auf. In der aufsteigenden Linie ist die Melodie durch Zäsuren unterbrochen, was stockend wirkt. In diese Lücken hinein gibt der Bass Einwürfe. Die fallende Linie ohne Pausen weist einen punktierten Rhythmus und einen Doppelschlag auf. Der ganze erste Teil steht durchweg im Forte. Zu Beginn des durchführungsartigen zweiten Teils spielen die Violinen piano ein neues, kontrastierendes Motiv, tauschen kurz ihre Rollen, ehe auch Cello und Kontrabass einstimmen. Ab Takt 18 tritt dann wieder die Hauptmelodie im Forte auf, nun aber als Variante in Moll. Eine regelrechte „Reprise“ stellen die Takte 31–38 dar, in der der erste Teil bis auf die Schlussformel wörtlich wiederholt wird.
Das Trio in c-Moll (nur Oboen und Streicher) beginnt forte als energische, aufwärtsstrebende Unisono-Geste aus ganztaktigen Noten, an die sich ein dazu konträres, chromatisches gefärbtes „Getrippel“ (Skalenläufe im Staccato) der Oberstimmen über einem statischen, pochenden Bass auf g-Moll anschließt. Der zweite Teil des Trios führt von Es-Dur ausgehend das „Getrippel“ forte weiter, ehe nach einer weiteren Unisono-Geste eine Variante des ersten Teils folgt.

### Vierter Satz: Presto
c-Moll/C-Dur, 2/4-Takt, 163 Takte, bis Takt 126 nur Streicher und Oboe
Das erste, achttaktige Thema hat einen energischen Charakter und wird von den Streichern forte und unisono vorgetragen, anschließend echohaft piano wiederholt. Nun folgt ab Takt 35 ein im unerwarteten Es-Dur einsetzender Abschnitt mit wilden Tremolo-Flächen der Streicher. Auch nach Es-Dur-Skalenläufen der Violinen bleibt diese Tonart bis zum Schluss des ersten Abschnitts die vorherrschende Tonart. „In diesem c-Moll-Teil fallen die ausgedehten Tremolo-Passagen ins Auge. Obwohl an deren Oberfläche stete rhythmische Aktivität herrscht, wirken sie doch insgesamt statisch, denn harmonisch wie motivisch geschieht fast nichts“.
Der zweite Satzteil beginnt mit einem neuen Unisono-Motiv in c-Moll, das an die Passage des „Nachtwächterliedes“ im Prestissimo erinnert (siehe dort). Es wird wiederum von den Streichern piano vorgetragen und stoppt zunächst mit seiner langsamen, zum vorigen Geschehen kontrastierenden Piano-Bewegung „die fast rauschhaften Tremoli des Anfangs.“ Ab Takt 72 hat dann das Hauptthema der Exposition einen weiteren Auftritt, ehe die Violinen ab Takt 82 ein weiteres, tänzerisches Motiv in f-Moll vorstellen. Dieses Motiv wird anschließend mit Synkopen aufgelockert und ab Takt 91 ohne weitere Überleitung nach Es-Dur „gerückt“ wiederholt. Dabei treten die entsprechend der damaligen Harmonielehre „verbotenen“ Quintparallelen auf. Ab Takt 100 dominieren wieder die wilden Tremoloflächen der Violinen, die erst in Takt 126 mit einer Viertelnote auf G im Unisono zur Ruhe kommen.
Die Tonart wechselt nun nach C-Dur, und auch Hörner, Trompeten und Pauken verstärken das Orchester mit seiner einfachen, tänzerischen Melodie, die auf einem zweitaktigen Motiv basiert. Howard Chandler Robbins Landon (1955) weist auf die Tonwiederholungen am Ende des Zweitakters hin und spricht von der „vielleicht charakteristischsten Balkanmelodie“, nachdem Haydn bereits zu Beginn des zweiten Teils dem Hörer Balkanmelodien entgegengeschleudert habe. Unmittelbar darauf setzt eine zweite tänzerische Phrase mit Triolenfigur ein. Die beiden jeweils achttaktigen Einheiten werden nun wiederholt, wobei aber die Triolen aus dem zweiten Achttakter zu Sechzehnteln verkleinert sind. Der Satz endet mit kräftigen Akkorden in C-Dur. Der Abschnitt nach der Exposition wird nicht wiederholt. Auffälligerweise endet das Presto sehr ähnlich wie der sechste Satz: In beiden Fällen wird in fünf Schlusstakten der C-Dur-Klang der Linie eines aufsteigenden Dreiklangs ausgebreitet, und beide Male sind es drei bekräftigende Akkordschläge, die das Ende ankündigen.
Möglicherweise wollte Haydn mit diesem rasanten Satz, der Anklänge an slawische, balkanische und türkische Tänze zeigt, die Situationskomik eines missglückten Tanzes zwischen zwei der Personen aus dem Schauspiel darstellen.

### Fünfter Satz: Adagio – Allegro
F-Dur, 2/4-Takt, 78 Takte
Das Adagio beginnt als ruhige Melodie in der 1. Violine, begleitet von bogenartig abgesetzten, „nuschelnden“ Sechzehntel-Figuren der 2. Violine und Pizzicato-Begleitung der übrigen Streicher. Die Melodie besteht aus drei viertaktigen Phrasen, deren Aufbau „erstaunlich unorganisch und spannungslos“ wirkt: Die zweite Phrase schließt genauso wie die erste (Takt 7–8 wiederholt Takt 3–4), und der Beginn der dritten Phrase (Takt 9) greift auf den Anfang der zweiten Phrase (Takt 5) zurück. Das übliche Schema, nach dem die Motive wie Frage und Antwort zueinander aufgebaut sind, wird hier negiert. Der Bass ist auf lediglich zwei Töne reduziert, die Harmonik ist sehr eingeschränkt: jede der drei Phrasen schließt in F-Dur. Dieser Beginn mit seiner ziellos-monotonen Melodie kann ggf. als Parodie auf den gefälligen Liedsatz interpretiert werden.
Ab Takt 9 folgt mit einer Fortspinnung der Melodie kurz ein Wechsel nach d-Moll und A-Dur, das jedoch unmittelbar zurück nach F-Dur führt. Ab Takt 13 treten die Oboen zu den bisher nur den Streichern vorbehaltenen Satz. In Takt 22 wird C-Dur erreicht, das jedoch sogleich wieder vermollt wird.
Unerwartet setzt ab Takt 29 eine auf einem C-Dur-Akkord basierende Fanfare mit marschartig-punktiertem Rhythmus des gesamten Orchesters im Forte und Unisono ein inklusive durchgehender Paukenstimme. Die Bläser antworten mit einer ebenfalls im punktierten Rhythmus gehaltenen Figur, begleitet von „dummen, ausdruckslosen Pizzicati“. Als wäre nichts geschehen, folgt ab Takt 38 ein dem Charakter der Anfangsmelodie entsprechender Teil mit sanglich-monotonem Charakter im Piano, der von Takt 50 bis 56 ebenso abrupt von einer Staccato-Passage in d-Moll mit Triolen unterbrochen wird. Takt 64 bis 68 entsprechen den Anfangstakten des Satzes.
Ab Takt 71 wird eine neue Triolenfigur im Forte eingeführt, die abrupt in den kurzen Allegro-Teil mit Hörnern und Trompeten übergeht und mehrfach forte wiederholt wird. Das Allegro ebenso abrupt „offen“ mit der Terz von F-Dur (A) in den Oberstimmen.

### Sechster Satz: Prestissimo
C-Dur, 2/4-Takt, 129 Takte

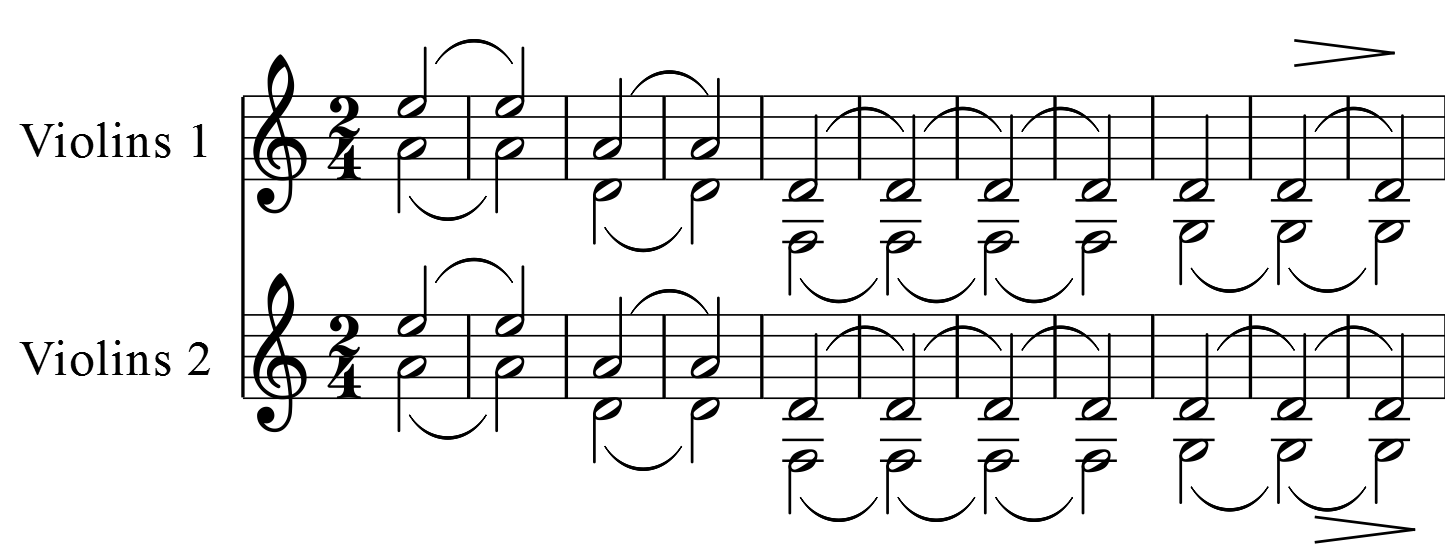
Die „Stimmstelle“ der Violinen. Das F im fünften Takt wird über ein Glissando allmählich zum G hochgestimmt.

Der Satz wurde nach Ende der Theateraufführung gespielt. Drei pompöse Akkordschläge in C-Dur und anschließende tremoloartige Triolenketten lassen einen brillanten Schlusssatz erwarten. Der musikalische Gehalt dieses Anfangs ist jedoch gering, so laufen sich die Triolenfiguren der Violinen in Wiederholungen fest. Nach Akkordschlägen in der Dominante G-Dur bricht das Geschehen in Takt 16 plötzlich ab. Nun „lässt Haydn plötzlich die Violinen ihre Saiten nachstimmen. Beim Zusammenklang der 3. und 4. Saite aber ergibt sich statt der gewohnten Quinten eine Sexte, da der Meister am Beginn des Satzes die Umstimmung der G-Saite nach F angeordnet hatte. Und dieser gewollte Fehler wird sogleich verbessert, indem die Spieler – ohne zu pausieren! – die Saite wieder nach G hinaufstimmen, um bald darauf – als wäre nichts geschehen – harmlos im Spiele fortzufahren (…).“ Das Orchester setzt dann nach einer weiteren Generalpause nochmals mit der Passage entsprechend Takt 5 ein, der nun von weiteren Triolen-Skalenläufen im Forte beantwortet wird. Diese Antwort wird wiederholt.

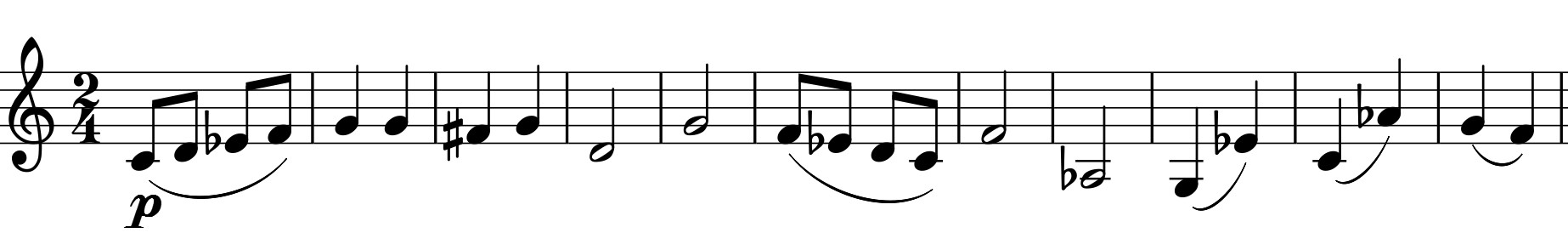
Das „Nachtwächterlied“

Der Mittelteil des Satzes (Takt 61–80) ist nur für Streicher gehalten. Die Streicher spielen zunächst unisono und piano in c-Moll eine chromatische, slawische Melodie, das „Nachtwächterlied“, das auch durch seine ruhigere Bewegung zum vorigen Geschehen kontrastiert. Dann wechselt Haydn ausgehend von Es-Dur im Forte mit Triolen-Tremolo zurück zur Dominante G-Dur.
Von Takt 81 bis 108 erfolgt die fast wörtliche Wiederholung der Takte 33 bis 60. Ab Takt 109 schließt eine Coda an, die auf zwei Motiven basiert: einem Unisono-Lauf der Streicher und einer schließenden Wendung. Bei der schließenden Wendung tritt in Takt 111 eine „groteske Harmoniekombination“ auf: Die Kontrabässe spielen die Subdominante F, die Pauken jedoch die Dominante G. Die dadurch entstehende Dissonanz ist für den Hörer jedoch weniger deutlich als die vorangegangene Verwirrung durch das Stimmen der Violinen.

„Die überraschende Dissonanz ist nur schwer zu greifen. Haydn macht sich zunutze, dass die Pauke als Schlaginstrument einen hohen Geräuschanteil hat. (…)  Das Kontrabass-F und das Pauken-G (…) nähern sich so stark, dass sie schließlich fast gleich klingen. In der Tiefe ist nurmehr ein getrübtes Unisono greifbar.“

„Ein köstlicher Schlußpunkt wird dann noch durch die „falschen“ Pauken-Bässe gesetzt, die zum F der tiefen Streicher ein G erklingen lassen; zwar ergibt sich ein möglicher „Sekundakkord“, doch ist das Ganze eindeutig eine Fortsetzung jenes anfänglichen Umstimmens: die Pauke hat ihr F, das sie jetzt bräuchte, leider auch nach G umgestimmt.“

Eine letzte Überraschung erfolgt dann in den letzten Takten des Satzes: auf der Dominante, wo der Paukenschlag auf G eigentlich angemessen wäre, schweigen die Pauken:

„Es kann auch diese Stille als Überraschungsmoment, als Paukenschlag besonderer Art gehört werden: Aus dem Fehlen wird ein bewusstes Nicht-da-Sein. Die Pauke vollzieht den Sinfonie-Schluss nicht mit, ihre Stimme hat ein offenes Ende.“